# NK Bjelovar
Nogometni klub Bjelovar hrvatski je nogometni klub iz grada Bjelovara.
U sezoni 2025./26. natječe se u 2. NL.

## Povijest
NK Bjelovar je osnovan 1908. godine pod nazivom Oxford. Kroz povijest se još zvao Šparta i BGŠK. Od 1981. godine se zvao BSK Česma, a od 1990. nosi sadašnji naziv.
Prvi nogometni klub u Bjelovaru osnovan je i utemeljen 10. listopada 1908. godine pod imenom »Oxford«, a igrači su uglavnom bili đaci Gimnazije i studenti okupljeni oko društva »Sokol«. Zbog velikog interesa za ovaj »zdravi i lijepi sport« osnivaju se u Bjelovaru još i NŠK »Hrvatski sokol« (1908), NK »Šparta« (1908), AFK »Hrvat« (1909), NŠK »Orao « (1910), NŠK »Adria « i NŠK »Croatia« (1911) BGŠK (1912) i BAŠK (1914). U tom razdoblju od osnivanja prvih klubova pa sve do gašenja nekih zbog nadolazećeg I. svjetskog rata, odigrane su, za ono vrijeme, brojne utakmice iz čega se može zaključiti kako je nogomet u Bjelovaru dobivao sve više pristalica među stanovništvom, obrtnicima, intelektualcima i vojnim osobama.
Kako u to vrijeme nije bilo službenih prvenstvenih utakmica, klubovi su uglavnom odigravali prijateljske nogometne utakmice s klubovima iz drugih mjesta i gradova, ponajčešća za vrijeme pučkih blagdana, a nogometna sezona poklapala se s velikim školskim praznicima u srpnju i kolovozu, odnosno kada su đaci i studenti imali više vremena za pomodnu igru zvanu nogomet. Kako su i tada, kao i sada, igrači prelazili iz kluba u klub, zanimljiva je 1911. godina u kojoj je najjači bjelovarski klub postala »Šparta« koja je, po jednoj najavi u tjedniku »Nezavisnost« na Logorištu ugostila zagrebačku »Concordiju« i izgubila s 1:3. Kroničari su tada prokomentirali utakmicu riječima: »Naša Šparta se nije nadala pobjedi ali je u Bjelovar pozvala poznatu 'Concordiju' samo zato da Bjelovar vidi lijepu i elegantnu igru.«
Te godine, točnije 20. kolovoza 1911. godine zabilježeno je i prvo gostovanje jednog bjelovarskog kluba i to NK »Šparte« u Koprivnici i što je datum od kojeg traje rivalitet bjelovarskog i koprivničkog nogometa. Utakmica je tada između NK »Koprivnice« i NK »Šparte« završila pobjedom gostiju s 2:1 što je tada poprilično odjeknulo u ondašnjem tisku a NK »Šparti« priskrbilo brojne pozive i zahtjeve za igranje utakmica. Ondašnji bjelovarski sportski novinar u »Nezavisnosti« je prokomentirao utakmicu u Koprivnici riječima: »Utakmica je bila dosta zanimljiva ali i surova te je tekla živahnim tempom. Momčad 'Koprivnice' bila je izvrsna poradi nekoliko igrača iz prvorazredne momčadi iz Ugarske (valjda su i tada švercali igrače), dočim je 'Šparta' poradi školskih praznika igrala u kombiniranom sastavu. Lopta je bila čas na jednoj čas na drugoj strani, a osobita spretnost opazila se kod golmana 'Šparte' Zlatka Heruca koji se s velikom požrtvovnošću bacao na loptu. Unatoč dobre igre braniča Fridmanna i Fischera te centarhalfa Wintera, Koprivnica je povela lijepim goalom ali centarfor Đuro Heruc je izjednačio rezultat a pod kraj goal za pobjedu 'Šparte' opet je dao Heruc.«
NK »Šparta« je bila jaka ali uskoro će se pojaviti znamenita BGŠK-a ili popularnije Begeška, klub osnovan 1912. godine a koji će se službeno registrirati tek 1920. godine i koji će obilježiti nadolazeća desetljeća bjelovarskog nogometa. Za ovako brzi razvoj nogometa u Bjelovaru, tih godina uoči prvog svjetskog rata, zaslužni su ponajprije igrači BGŠK-a koji su u sastavu Gwenmacher, Bauer, Schanda, Majhen, Šminderovac I, Perković, Fejer, Lach, Kinert, Šminderovac II i Šaran, odigrali i prvu međunarodnu utakmicu, u okviru tadašnje Austrougarske, i to 28. Srpnja 1912. godine u Kapošvaru i izgubili sa 7:2. Bližio se tada i Prvi svjetski rat i nogometna zbivanja bila su sve rjeđa i rjeđa a poneka utakmica odigravala se ili u humanitarne svrhe ili povodom nekog od blagdana.
Nekoliko godina po osnivanju prvih nogometnih klubova u Bjelovaru, zbog pomanjkanja igrača, nekoliko klubova se polako počelo gasiti, a na stvarnoj sportskoj sceni ostali su samo Šparta i 1912. godine osnovani B.G.Š.K. (Bjelovarski građanski športski klub) koji je od tada pa sve do 1945. godine djelovao neprestano i bio istinski predvodnik bjelovarskog nogometa.
IZ PRAGA DONIO »PRAGERICU«
Kao osnivači i igrači B.G.Š.K. – Begeške iz tih prvih dana slavnog bjelovarskog kluba, u kronikama i tadašnjim najpopularnijim novinama »Nezavisnost«, spominju se Stjepan Majhen, Franjo Šulc, Oto i Slavko Wolf, Zvonimir Heruc, Stjepan Šminderovac, Savo Dotlić, Viktor Fejer, Slaviša Vajner, Vilko Niće, Dmitar Podkonjak, Franko Winter i Robert Wagner uz čiju porodicu se vežu brojni uspjesi bjelovarskog sporta. Za Begešku su tih prvih dana igrala tri brata Wagner, Robert, Ivan i Marijan. Kako su zabilježile ondašnje novine, Ivan se, nakon jedne utakmice, vruć napio hladne vode i obolio te nakon nekoliko dana preminuo. Uz Roberta je vezana i zanimljiva zabilješka koja govori kako je upravo on 1908. godine za vrijeme školskog raspusta boravio kod majčine rodbine u Pragu i otuda u Bjelovar donio prvu pravu nogometnu kožnatu loptu, zvanu »pragerica«. Odmah po osnivanju B.G.Š.K-a igrama i golovima sve više plijeni pozornost javnosti, a te 1912. godine kronike bilježe i prve utakmice sa zagrebačkim klubovima i prvu međunarodnu utakmicu u Bjelovaru.
Nezavisnost« je tada u broju 20 od 13. travnja objavila zanimljivu najavu nogometne utakmice. »Nogometna utakmica. Sutra (28. travnja 1912.) biti će na Logorištu nogometna utakmica između naše B.G.Š.K-e i HGŠK-a iz Zagreba u tri sata popodne. Postava B.G.Š.K.-a je ova: Šminderovac I, Majhen, Ratković, Perković, Dotlić, Bauer i u navali Sharon, Lach, Šminderovac II, Voršić i Fejer dok će postava HGŠK-a biti: Vrđuka, Schafranek, Granitz, Schiffer, Maraković stari, a u navali Horvat, Otembra, Calida, Hari i Šlanel.« Predstavljajući goste iz Zagreba, koji su u Bjelovar doputovali novom prugom, ondašnji sportski novinar je posebno nahvalio goalmana Vrđuku koji je, kako on kaže, jedan od najboljih u Zagrebu i koji se odlikuje spretnošću i brzinom u branjenju svojih vrata a svi njegovi suigrači su osobito fini trkači, te je većina od njih dobila nagrade na trkama u bježanju. Ta utakmica završila je pobjedom gostiju s 5:0 a iz izvješća s utakmice moglo se iščitati kako je bila zanimljiva, a domaći igrači temperamentni ali nespretni pred golom. Da je i onda publika bila nezadovoljna ishodom i, možda suđenjem, govori i pasus iz »Nezavisnosti« koji predlaže: »Držimo da bi bilo uputno da se kod narednih utakmica postavi nekoliko redara jer su neki gledaoci larmali te tako smetali igrače.«
DOLAZI GLASOVITI MADJARSKI GOALMAN NAGY
Kronike su u ondašnjim novinama (1912) zabilježile i prvu međunarodnu nogometnu utakmicu na tlu Bjelovara, ako je to uopće i bila međunarodna utakmica jer je tada Bjelovar bio u sklopu Austro- ugarske. Naime, po okupljanju ekipe za vrijeme školskih praznika, B.G.Š.K.-a je na Logorištu organizirala nogometnu utakmicu »proti« Kaposvary Testerisek Sport Egyleta iz Kapošvara a koja se odigrala u nedjelju, 28. srpnja 1912. »Nezavisnost« je i toj utakmici posvetila posebnu najavu riječima: »Nogomet. Sutra u nedjelju igra B.G.Š.K.-a proti Kapošvarcima. Igra će biti zanimljiva jer Kapošvarci stoje 4:2 sa HAŠK-om u pobjedama. Dolazi glasoviti madjarski goalman Nagy i čuveni igrači Daroczy, Peter, Vertessy, Betnar, Tabary, Fazekas, Bernath, Gyarjas, Silagy i Keszo a njima će se suprotstaviti najbolji sastav B.G.Š.K.-e i to Gehmacher, Bauer, Schanda, Majhen, Šminderovac I, Fejer, Winter, Lach, Kinert, Šminderovac II i Šaran.« Prva međunarodna utakmica nije završila uspješno za bjelovarski klub jer su »Kapošvarci« pobijedili sa 7:2 ali bio je tim utakmicama utrt put bjelovarskim klubovima koji su povremeno odigravali utakmice sa susjednim klubovima a jedna bilješka u »Nezavisnosti« kazuje da je NŠK »Adria« na Logorištu ugostio 17. kolovoza 1912. na Kraljevo, križevački NŠK »Panoniju« i na koju se cijenjeno građanstvo »najuljudnije« poziva. Bile su istaknute i cijene ulaznica i to: Sjedalo 60 filira, stajanje 30 filira, za đake 20 filira a sva sjedala smještena su u hladovini. Dobrovoljni prilozi primali su se sa zahvalnošću.
Bjelovarski klubovi te 1912/1913 godine nisu sudjelovali u prvenstvu Hrvatske i Slavonije jer se još nisu učlanili u Hrvatski športski savez a za njega se prijavilo samo pet zagrebačkih klubova. Niti na drugom prvenstvu bjelovarski klubovi nisu sudjelovali jer je ono, zbog neredovitih utakmica, prekinuto a neposredno nakon što je Austro-ugarska ušla u rat, odlukom bana Kraljevine Hrvatske, Slavonije i Dalmacije od 27. lipnja 1914. godine, obustavljeno je djelovanje svih društvenih i sportskih organizacije a nogomet je gurnut u svojevrsnu ilegalu. No, igrao se i dalje i to pod izlikom da se igra u dobrotvorne svrhe.
PRVI SVJETSKI RAT PREKINUO SPORTSKE AKTIVNOSTI
Uoči Prvog svjetskog rata bjelovarski nogometni klubovi, jer još nisu bili registrirani u Hrvatskom sportskom savezu, nisu sudjelovali u prvenstvima Hrvatske i Slavonije ali su zato odigravali veliki broj utakmica sa susjednim klubovima. Posebice aktivni bili su B.G.Š.K-a, Šparta i Hrvatski sokol. Iz bilješki pokojnog prof. Dragutina Grganića, koji je smjerno zaronio u arhivu požutjelih ondašnjih novina »Nezavisnost«, saznali smo kako je nekoliko klubova pristupilo Hrvatskom sokolu koji je 1913. godine na Logorištu odigrao prijateljsku utakmicu sa zagrebačkim HAŠK-om i pobijedio s 9:1.
LOPTU ZAMIJENILI PUŠKOM
Prvi svjetski rat bio je na pragu. Kada je u nedjelju, 26. srpnja 1914. godine objavljena djelomična, a pet dana kasnije i opća mobilizacija u Austro-Ugarskoj Monarhiji, klubovi su prepolovljeni, a dio igrača loptu je zamijenio puškom. Svaka sportska aktivnost prestala je već 27. srpnja 1914. godine kada je ban Hrvatske i Slavonije dr. Ivan Skerletz, na temelju iznimnih ovlasti dobivenih od kralja, zabranio odvijanje svih društvenih i sportskih aktivnosti. I dok je na frontovima rat bjesnio svom silinom, klubovi koji su se uspjeli koliko toliko ekipirati povremeno su kršili spomenute zabrane a sve pod izlikom da utakmice igraju u humanitarne svrhe.
Kroničari su tako u zagrebačkim i bjelovarskom novinama zabilježili da je 23. kolovoza 1914. godine u Virju hrabro odigrana javna nogometna utakmica između domaćeg HŠK »Podravca« i Hrvatskog sokola iz Bjelovara. Utakmica je završila s 5:3 za domaći klub, a sav prihod s utakmice išao je obiteljima mobiliziranih vojnika toga kraja. Kada je i tada sveprisutni Franjo Bučar u Zagrebu iskoristio boravak nadvojvode Franje Salvatora i ishodio odigravanje utakmica čiji bi prihod išao u korist Crvenog križa, bio je to novi impuls klubovima i igračima i u Bjelovaru da organiziraju brojne utakmice i ne prekinu sasvim nogometnu aktivnost. No, kako je rat odmicao, odnosno bližio se kraju, utakmica je bivalo sve manje.
POČETNI UDARAC IZVELA BLAGAJNICA
Odmah po završetku rata, 1. kolovoza 1918. godine, nastavljaju se punim zamahom nogometne aktivnosti. Obnavlja se, nakon nekoliko godina mirovanja, rad NK Šparte koja je na Tijelovo te godine s 4:3 pobijedila kombinirani sastav B.G.Š.K-e (BŠK). Već 1919. godine ondašnje novine »Nezavisnost« bilježe brojne utakmice bjelovarskih klubova međusobno, ali i s klubovima iz bližeg okružja te iz Zagreba. Prema tim napisima, prva javna utakmica, B.G.Š.K-e (BŠK) registrirane kod Nogometnog podsaveza Zagreb, odigrana je 19. lipnja 1919. godine protiv zagrebačke Croatie, a na toj utakmici početni udarac izvela je Antonija Seleš, blagajnica Begeške (BŠK) a koja je inače bila majka legende i oca bjelovarskog rukometa prof. Željka Seleša. Mjesec dana prije te utakmice novine su najavile lokalni nogometni derbi između B.G.Š.K-e (Begeška) koje je igrala u sastavu Šminderovac, Majhen, Šulc, F. Roth, Lukić, Đunić, Fejer, I. Wagner, Protić, M. Janković, O. Pollak, R. Wagner, M. Wagner, Sajber. Levi, Heruc, Koropčak, Resz, Jurišić, Anhalczer i Šmidhen te NK Šparte za koju su igrali: Barešić, Brajdić, Antolić, Habdija, M. Janković, Milian, S. Martinčić, V. Martinčić, Turčić, Nemeth i Stubičan te kao rezerva Plehati a utakmicu je sudio »gospodin Koropčak «.
Slikovit je u najavi bio ondašnji sportski kroničar: »Budući da su to prve javne utakmice naših klubova, nadati se je, da će građanstvo u većem broju posjetiti ovu utakmicu i tako oba kluba po mogućnosti što bolje novčano poduprijeti. Da je novac, t.j. dobar financijski temelj, posve je jasno, a pogotovo je to kod nas nogometaša jer naše potrebštine ne samo da su vrlo skupe već se i vrlo teško nabavljaju i ako ih uopće ima.« Neki su se klubovi u Bjelovaru u to doba, suočeni s brojnim poteškoćama, počeli gasiti a neki i osnivati. Tako je Šparta, koja se posve ugasila negdje oko 1929. godine i B.G.Š.K.-a (Begeška) kao konkurenciju u samom gradu dobili su novosnovanu NK Viktoriju (1921), HŠK Slaven (1924) i nešto kasnije NK Jugoslaviju (1930). No, tih dana neposredno poslije Prvog svjetskog rata B.G.Š.K.-a (Begeška) je sve više jačala i imala nepodijeljenu potporu građanskog sloja stanovništva i iza sebe bogate trgovce, odvjetnike, ugostitelje, obrtnike i industrijalce. Slikovito rečeno, B.G.Š.K.-a (BŠK) je postala tipično gradski klub i miljenik i to će ostati sve do gašenja, 1945. godine. U idućem nastavku pročitati ćete uzlet Begeške i osnivanja brojnih klubova u neposrednoj blizini Bjelovara.
U godinama poslije Prvog svjetskog rata, nogomet u Bjelovaru i okolnim mjestima uzima sve više maha. Osnivaju se brojni klubovi kao što su Viktorija (1921.), HŠK »Slaven« (1924.), NK »Jugoslavija« (1930.), a i u okolnim mjestima nicali su klubovi kao gljive poslije kiše: »Jedinstvo« i »Jadran« u Grubišnom Polju (1919. i 1920.), »Bilogorac« u Velikom Trojstvu (1921.), »Ivanska« u Ivanskoj (1921.), » Garić« u Garešnici (1923.), »Hajduk« u Hercegovcu (1923.), »Proleter« u Garešničkom Brestovcu (1928.), »Radnik« u Velikom Grđevcu« (1928.), »Slavija« u Severinu (1929.), »Orao« u Utiskanima (1930.), »Bilo« u Velikoj Pisanici (1930.), »Mladost« u Ždralovima (1933.), »Trnski« u Novoj Rači (1934.) itd.
Po učlanjenju Bjelovarsko-križevačke županije u Hrvatski sportski savez, postojeći bjelovarski klubovi i klubovi iz Križevaca, Virja, Koprivnice i Virovitice, odvajaju se iz Zagrebačkog nogometnog podsaveza i pripajaju se novoosnovanom (1924.) Osječkom nogometnom podsavezu. Podsavezi su bili podijeljeni na Nogometne župe unutar kojih su se održavala prvenstva registriranih klubova. Do tih službenih natjecanja, bjelovarski su klubovi, a ponajprije se tu misli na B.G.Š.K.-u (Begeška) i NK »Špartu« odigravali tijekom 1920. i 1921. godine brojne utakmice s jakim klubovima iz bliže okolice, Zagreba pa čak i inozemstva. Novine iz tog doba bilježe tako pobjedu B.G.Š.K.-e (Begeške) protiv domaće Šparte sa 6:2 i ŠK Križevaca s 2:1 dok je od zagrebačke Concordie doživljen katastrofalni poraz od 12:0. Poraz je, navodno, mogao biti i veći da centar Concordie Turković nije onako velikodušno i kavalirski hotimice propuštao mnoge zrele šanse te nije, čak, ni htio zabiti »elver«.
Kako su u to vrijeme utakmice bile na rubu dozvoljenog govori i komentar utakmice Begešk-e i NK Križevaca, a koju je s 2:1 dobila »Begeška« golovima Jankovića i Salaja: »Oba protivnika pružila su sve što su mogli pa je igra bila vrlo živahna, mjestimice surova, a pogotovo loše djeluje masakriranje pojedinaca, jedan dobije kopačkom u nogu, drugi u nos, treći u želudac. Malo više elegancije u igri, gospodo športaši.« Spomenuti sve zanimljive utakmice u Bjelovaru i još zanimljivije komentare u ondašnjim novinama gotovo je nemoguće, ali spomenuti ćemo da je bjelovarska Šparta na Logorištu s 2:0 pobijedila zagrebački »Makabi«, a strijelci su u finišu utakmice bili Turčić i Antolić. Kao što se iz brojnih napisa u ondašnjim novinama vidi, sve se početkom dvadesetih godina prošlog stoljeća događalo oko »Begeške« i »Šparte« i u kojima su igrali najbolji igrači. Ipak, »Šparta« se kao siromašniji klub teško nosila sa sve popularnijom i jačom »Begeškom« koja je postupno preuzimala dominaciju u gradu Bjelovaru pa tako i u svojem okruženju.
Igre dvaju najboljih bjelovarskih klubova sve više su plijenile pažnju, a utakmice su bile iznimno dobro posjećene. Ključni trenutak u povijesti »Begeške« dogodio se u nedjelju, 31. srpnja 1921. godine kada je održana godišnja skupština na kojoj je donesena povijesna odluka da će klub nadalje djelovati pod jedinstvenim imenom »Bjelovarski građanski športski klub« (BGŠK-a) ili još popularnije »Begeška«. Za predsjednika kluba na skupštini je jednoglasno izabran dr. Nikola Karlić, a u Izvršni odbor su ušli Emil Nastić kao dopredsjednik, Robert Wagner kao tajnik, Mitar Potkonjak kao rizničar te kao članovi Ivan Salaj, Anton Sočec, Žak Pollak, Hugo Golner, Dragutin Svoboda, Josip Grđan, Slavko Furst, Šandor Beck, Nikola Vujčić i Edo Stožir. »Begeška« je tako i službeno postala institucija bjelovarskog nogometa, zvijezda vodilja za ostale klubove i uzor za mnoge kasnije osnovane klubove na području Bjelovarsko-križevačke županije. Novine »Nezavisnost« dale u podosta prostora tom događaju i izvukle jedinstveni zaključak sa skupštine kako će »Begeška« osim nogometnog sporta uvesti još i »gajenje lahko atletskih natjecanja te zimskih športova tako da će svaki športaš u društvu naći dovoljno razonode i zabave u vježbi i usavršavanju plemenitog športa.«
Mjesec dana kasnije u Bjelovaru je osnovana NK »Viktorija« koja je jedno vrijeme djelovala u sjeni jačih klubova. Također u kolovozu te godine »Begeška« organizira vrtnu zabavu kao jedan od načina poboljšavanja klupske blagajne putem dobrovoljnih priloga i donacija, a tada odigrava i prijateljsku utakmicu sa zagrebačkim »Zmajem« i pobjeđuje s 3:1, a u rujnu stradala je s 4:1 i zagrebačka Šparta. U proljeće 1922. godine »Begeška« je u nezaustavljivom naletu jer pobjeđuje virovitički VGŠK s 8:1, a Bjelovarci su igrali u sastavu Potkonjak, Kovač, Martinčić II, Milhofer, Sinduca, F. Roth, Tihany, Bukovčan, P. Roth, Žolc i Martinčić I. Zanimljiv je bio u novinama komentar igre navale »Begeške«, odnosno Rotha, Šolca i Bukovčana »koji su se konačno snašli te svojim kombinacijama neprestano obsjedali neprijateljska vrata, da od vremena do vremena pošalju pokoju loptu u mrežu. Peh je imao Tihany na lijevom krilu da je neprestano držan od dvojice neprijateljskih igrača.«
»BEGEŠKU« GLEDALO 800 NAVIJAČA
Sredinom dvadesetih godina prošlog stoljeća nogomet je u Bjelovaru i okolici sport broj jedan, a prvenstvene utakmice, koje su se igrale na području Župe, iznimno su dobro posječene. Dakako, prvi i najpopularniji klub u gradu Bjelovaru je upravo » Begeška« koja je okupljala najbolje igrače i imala najjače »mecene« iza sebe. Da je tada na Logorištu bilo više gledatelja oko igrališta nego danas potvrđuje i jedna crtica u ondašnjim novinama »Nezavisnost« u kojoj se spominje utakmica između »Begeške« i zagrebačkog HAŠK-a koju je po travanjskom prohladnom vremenu promatralo oko 800 gledatelja. Usprkos visokom porazu svojih ljubimaca od 5:1, navijači nisu Logorište napustili nezadovoljni jer su predobro znali snagu najboljeg zagrebačkog kluba i prvaka Zagrebačkog nogometnog podsaveza. Posebice je u novinama s te utakmice podvučeno suđenje »gospodina Babića iz Zagreba koji je utakmicu vodio korektno i na zadovoljstvo obiju momčadi«. Te 1923. godine kroničari su zabilježili kako je »Begeška« odigrala »Pokalnu nogometnu utakmicu« s virovitičkim GŠK-om i pobijedila na svom terenu s 4:2 u svoje vitrine donijela srebrni pokal Zagrebačkog nogometnog podsaveza te pobjedom protiv ŠK Ivanić iz Ivanić-Grada (3:2) i srebrni pokal za prvaka provincije ZNP-a. Iz 1924. godine u novinama su zabilježene brojne najave za utakmice »Begeške« s Ilirijom iz Zagreba (7. lipnja), Makabijem iz Zagreba (21. lipnja), a čiji rezultati su se zagubili u nesređenoj dokumentaciji. Utakmica je tako bivalo sve više, posebice s klubovima iz neposrednog okružja.
Gostovanje u Daruvaru »Begeška« je okrunila porazom od 2:1, a prvenstvenu utakmicu za prvenstvo Nogometne župe bjelovarske protiv »Jadrana« iz Grubišnog Polja, »Begeška« je dobila s 3:,1 a igrala je u sastavu: Strepački, Som, Dr. Koharović, Antolić, Šulc, Bukovčan, Cvajer, Leinert, Wagner, Salaj, Rek. Te godine u Bjelovaru je osnovan HŠK »Slaven« koji će izvjesno vrijeme biti najjača konkurencija »Begeški«, pogotovo što su ostali klubovi bili na izdisaju i pred gašenjem. Tijekom 1925. godine HŠK »Slaven« je nanizao nekoliko dojmljivih utakmica i postajao sve veća konkurencija »Begeški« u borbi za primat u gradu Bjelovaru. Nadmudrivanje tko je bolji u gradu razriješila je utakmica odigrana 12. srpnja 1925., a u kojoj je uvjerljivo bolja bila »Begeška« koja je tada nastupala i u prvenstvu Zagrebačkog nogometnog podsaveza. Da je tada »Begeška« bila među najboljim klubovima u Hrvatskoj govori i najava u novinama o finalnoj utakmici ZNP-a između »Begeške« i »Graničara« iz Ivanić-Grada pa se tako navodi »da je nadati se da će Begeška nastojati popraviti loš dojam s lanjskih poraza jer imade prednost igre na svom poznatom terenu, a i pošteđena je tegobe puta. Utakmicu će suditi savezni sudac gosp. Šironja, a ulaznice su po 10 Din. i 5 Din. za djake i vojnike«.
U sklopu kluba »Begeška« najbrojnija je bila nogometna sekcija no, egzistirale su i to veoma uspješno i druge sekcije kao što su koturaška (biciklistička), hazenska, plivačka, lako i teško atletska pa čak i dramska. Sva moguća aktivnost odvijala se na igralištu na Logorištu i ubrzo se zaključilo da su uvjeti neadekvatni a prostora premalo pa se ozbiljno počelo razmišljati o izgradnji novog igrališta i sportskih terena. Ondašnje novine objavile su najavu toga povijesnog događaja zanimljivim komentarom: »Vodstvo našeg agilnog BGŠK-a (Begeške) u zajednici s hrvatskim koturaškim klubom 'Sokol' povelo je opsežnu akciju oko izgradnje malog sportskog stadiona na mjestu postojećeg igrališta na Logorištu, budući da je teren za to najpodesniji. Izrađene su već i osnove i projekti a za postignuće istih potrebna je pripomoć i razumijevanje gradskih otaca kao i pojedinaca. Taj mali stadion obuhvatio bi prekrasno nogometno igralište, četiri moderna teniska igrališta, 500 metara dugo trkalište za bicikliste s ispravnim zavojima kao i podesna mjesta za sve vrste atletike. Po kvaliteti bilo bi to jedno od najmodernijih igrališta u državi.«
No, zamisli su bile jedno, a ostvarenje drugo, pa do ostvarenja ovako ambicioznog projekta u cijelosti nikada nije došlo u narednih dvadesetak godina. Nogomet je ipak grabio krupnim koracima dalje i sve uspješnije. Godina 1926. ostati će za »Begešku« zabilježena zlatnim slovima jer je postala prvak provincije Zagrebačkog nogometnog podsaveza i osvojila veliki srebrni pehar. Novine su na naslovnici o tom velikom uspjehu izvijestile pučanstvo riječima: »BGŠK-a (Begeška) prvak provincije ZNP-a. Na Tijelovo 12. lipnja 1926. god. odigrana je u Zagrebu finalna utakmica za prvaka provincije ZNP-a, a kvalificirali su se naš BGŠK i brodska 'Marsonija'. Prikazavši vrlo lijepu igru, koja je zadivila Zagreb, naš BGŠK je tukao svog takmaca sa 7:6, a izvanrednim tempom vodio u prvom poluvremenu sa čak 6:1. Kako je počela padati kiša, vični igri po blatu, Brođani su smanjili rezultat ali ipak nisu uspjeli i dostići pobjedu. Srebrni pokal prvaka provincije, izvojšten protiv 'Marsonije' biti će izložen u trgovini 'Stožir' d.d. u Bjelovaru«.
Od 1984. do 1986. Bjelovar je trenirao Mirko Bazić.
Za Bjelovar je igrao poznati nagrađivani hrvatski nogometni sudac Bruno Marić.
U Bjelovaru je 9. listopada 2018. godine odigrana nogometna utakmica između hrvatske nogometne reprezentacije i NK Bjelovara povodom 110. godina kluba. To je bila prva utakmica hrvatske nogometne reprezentacije u Hrvatskoj nakon osvajanja srebra na Svjetskom prvenstvu u Rusiji. Rezultat je bio 15:1, što je najveća pobjeda reprezentacije na prijateljskim utakmicama.

## Trofeji
- Prvak provincije Zagrebačkog nogometnog podsaveza 1925./26.

## Nastupi u završnicama kupa

### Kup maršala Tita
1951.
- pretkolo:  NK Bjelovar - NK Proleter Osijek    1-10

## Vanjske poveznice
- Profil, HNS Semafor